# Tonino Pulci
Tonino Pulci, pseudonimo di Antonio Pulci (Scalea, 13 giugno 1947 – Roma, 3 agosto 2012), è stato un attore e regista italiano.

## Biografia
Pulci è stato attivo sia in campo cinematografico che in campo teatrale. Fondò con Giancarlo Sepe il Teatro La Comunità di Roma. Ha lavorato accanto a grandi nomi, come Luca Ronconi, Mario Missiroli e Luigi Squarzina. Docente di teatro all’Università della Tuscia, direttore di doppiaggio e dialoghista, autore radiofonico (Quarto piano, interno nove, con Elena Sofia Ricci) e televisivo (Dududu, con Pino Caruso), lavorò più volte sui set di Lucio Fulci come assistente ed attore.

## Filmografia

### Regista
- Ladies & Gentlemen (1984)
- Donne in bianco (1998)

### Attore
- Cinema!!!, regia di Pupi Avati – miniserie TV (1979)
- Fontamara, regia di Carlo Lizzani (1980)
- Gioco di morte, regia di Enzo Tarquini – film TV (1980)
- ...E tu vivrai nel terrore! L'aldilà, regia di Lucio Fulci (1981)
- Rosaura alle 10, regia di Gianluigi Calderone – film TV (1981)
- Panagulis vive, regia di Giuseppe Ferrara – miniserie TV (1982)
- Manhattan Baby, regia di Lucio Fulci (1982)
- Il caso Gadamer, regia di Vieri Franchini Stappo (1997)
- Stiamo bene insieme, regia di Vittorio Sindoni – serie TV (2002)

## Teatro

### Regie
- Piccole Donne il Musical, prima rappresentazione: Cinema Teatro Palazzo, produzione: La fabbrica dell'attore, Roma, 18 ottobre 1978.
- Non toccate Frankie & Tony (1981)
- Sarto per signora di Georges Feydeau, regia di Tonino Pulci, Vittoria, 18 novembre 1984.
- La vera storia del cinema americano, Teatro dell'Orologio (1984)